# Francisco Javier Carratalá
Francisco Javier Carratalá Utrilla (Alicante, 3 de diciembre de 1830-Madrid, 1870) fue un periodista y político español, diputado en las Cortes constituyentes de 1869.

## Biografía
Pertenecía a una familia modesta y realizó pocos estudios. Trabajó como tipógrafo y se convirtió en periodista político en diarios como La Flor, Diario de Alicante y El Boletín Comercial y de Anuncios, trabajando con Carlos Navarro Rodrigo.
Durante la epidemia de cólera de 1854 fue ayudante del gobernador civil Trino González de Quijano y le fue concedida la Cruz de primera clase de la Orden Civil de Beneficencia. Posteriormente fundó el diario La Unión Liberal, órgano de Unión Liberal, pero se decantó por el Partido Progresista, del que se convirtió en jefe político en la provincia de Alicante en 1865, y fundó El Eco de Alicante, órgano del partido en la provincia. Desde 1866 participó en actividades conspirativas con los exiliados, por lo que fue desterrado a Fernando Poo, aunque se escapó de la isla y en 1867 se estableció en Madrid, donde colaboró en la fundación del periódico La Iberia y participó en las conversaciones que consiguieron que la Unión Liberal participara en la coalición política que dirigió la revolución de 1868, durante la cual fue miembro de la Junta Revolucionaria Interina.
Una vez triunfó la revolución, fue nombrado comandante del Batallón de Voluntarios de la Libertad del distrito de La Latina (Madrid) y oficial del ministerio de Gobernación. En las elecciones generales de 1869 fue elegido diputado por Alicante. Hasta su muerte fue secretario del Congreso de los Diputados y miembro de las comisiones de Interior y de Actas.